# Scopula peruviana
Scopula peruviana är en fjärilsart som beskrevs av Louis Beethoven Prout 1922. Scopula peruviana ingår i släktet Scopula och familjen mätare. Inga underarter finns listade.